# European Le Mans Series 2017
Navigation
Édition précédente Édition suivante
L'European Le Mans Series 2017 (ELMS) est la quatorzième saison du championnat européen d'endurance. L'édition 2017 se déroule du 15 avril au 22 octobre. Les six manches ont une durée de 4 heures.

## Calendrier[1]
Le calendrier provisoire 2017 a été annoncé le 23 septembre 2016. Le calendrier, comme en 2016, comprend six épreuves ayant une durée de 4 heures. Les épreuves d'Imola et d'Estoril ont disparu et ont été remplacées respectivement par des courses à Monza et Portimão. Pour la quatrième saison consécutive, Silverstone accueille les premières manches de l’European Le Mans Series et du Championnat du monde d'endurance FIA. Les autres manches du championnat auront le support de l'Eurocup Formula Renault 2.0.
| N° | Date         | Nom de la Course              | Durée    | Circuit                            | Lieu          | État, Pays              |
| -- | ------------ | ----------------------------- | -------- | ---------------------------------- | ------------- | ----------------------- |
| 1  | 15 avril     | 4 Heures de Silverstone       | 4 heures | Circuit de Silverstone             | Silverstone   | Angleterre, Royaume-Uni |
| 2  | 14 mai       | 4 Heures de Monza             | 4 heures | Circuit de Monza                   | Monza         | Italie                  |
| 3  | 23 juillet   | 4 Heures du Red Bull Ring     | 4 heures | Red Bull Ring                      | Spielberg     | Autriche                |
| 4  | 27 août      | 4 Heures du Castellet         | 4 heures | Circuit Paul Ricard                | Le Castellet  | France                  |
| 5  | 24 septembre | 4 Heures de Spa-Francorchamps | 4 heures | Circuit de Spa-Francorchamps       | Francorchamps | Belgique                |
| 6  | 22 octobre   | 4 Heures de Portimão          | 4 heures | Autódromo Internacional do Algarve | Portimão      | Portugal                |

## Engagés
La liste des engagés a été annoncée le 4 février 2016.

### LMP2
Toutes les voitures utilisent un moteur Gibson GK428 4.2 L V8 atmosphérique.
| 21 |                         | DragonSpeed               | Oreca 07       | D | Ben Hanley (Toutes)         | Henrik Hedman (Toutes)    | Nicolas Lapierre (Toutes)    |
| 22 |                         | G-Drive Racing            | Oreca 07       | D | Memo Rojas (Toutes)         | Léo Roussel (Toutes)      | Ryō Hirakawa (1–2, 5–6)      |
| 22 | Nicolas Minassian (3–4) | G-Drive Racing            | Oreca 07       | D |                             |                           |                              |
| 23 |                         | Panis-Barthez Compétition | Ligier JS P217 | M | Fabien Barthez (Toutes)     | Timothé Buret (Toutes)    | Nathanaël Berthon (1, 3–6)   |
| 25 |                         | Algarve Pro Racing        | Ligier JS P217 | D | Matthew McMurry (Toutes)    | Andrea Pizzitola (Toutes) | Andrea Roda (Toutes)         |
| 27 |                         | SMP Racing                | Dallara P217   | D | Matevos Isaakyan (3-6)      | Egor Orudzhev (3-6)       |                              |
| 28 |                         | IDEC Sport Racing         | Ligier JS P217 | M | Patrice Lafargue (Toutes)   | Paul Lafargue (Toutes)    | David Zollinger (1)          |
| 28 | Olivier Pla (2-4)       | IDEC Sport Racing         | Ligier JS P217 | M | Paul-Loup Chatin (5-6)      |                           |                              |
| 29 |                         | Racing Team Nederland     | Dallara P217   | D | Frits van Eerd (Toutes)     | Jan Lammers (Toutes)      |                              |
| 32 |                         | United Autosports         | Ligier JS P217 | D | Filipe Albuquerque (Toutes) | Will Owen (Toutes)        | Hugo de Sadeleer (Toutes)    |
| 34 |                         | Tockwith Motorsports      | Ligier JS P217 | D | Phil Hanson (1-3)           | Nigel Moore (1-3)         |                              |
| 39 |                         | Graff                     | Oreca 07       | D | Enzo Guibbert (Toutes)      | Paul Petit (Toutes)       | Eric Trouillet (1-4)         |
| 39 | Jonathan Hirschi (5)    | Graff                     | Oreca 07       | D | Ricardo Sánchez (6)         |                           |                              |
| 40 |                         | Graff                     | Oreca 07       | D | James Allen (Toutes)        | Richard Bradley (Toutes)  | Franck Matelli (1-2)         |
| 40 | Gustavo Yacamán (3-6)   | Graff                     | Oreca 07       | D |                             |                           |                              |
| 47 |                         | Cetilar Villorba Corse    | Dallara P217   | D | Andrea Belicchi (Toutes)    | Roberto Lacorte (Toutes)  | Giorgio Sernagiotto (Toutes) |
| 49 |                         | High Class Racing         | Dallara P217   | D | Dennis Andersen (Toutes)    | Anders Fjordbach (Toutes) |                              |

### LMP3
Toutes les voitures ont un moteur Nissan VK50VE 5.0 L V8 et sont chaussées de pneumatiques Michelin.
| 2  |                                  | United Autosports         | Ligier JS P3           | John Falb (Toutes)            | Sean Rayhall (Toutes)         |                                  |
| 3  |                                  | United Autosports         | Ligier JS P3           | Wayne Boyd                    | Christian England             | Mark Patterson                   |
| 4  |                                  | Cool Racing by GPC        | Ligier JS P3           | Iradj Alexander (Toutes)      | Gino Forgione (1-2)           | Alexandre Coigny (2-6)           |
| 5  |                                  | By Speed Factory          | Ligier JS P3           | Jürgen Krebs (Toutes)         | Tim Müller (Toutes)           | Tristan Viidas (1-3)             |
| 5  | Timur Boguslavskiy (6)           | By Speed Factory          | Ligier JS P3           | Giorgio Maggi (6)             |                               |                                  |
| 6  |                                  | 360 Racing                | Ligier JS P3           | Ross Kaiser (Toutes)          | Tony Wells (Toutes)           | Terrence Woodward (Toutes)       |
| 7  |                                  | Duqueine Engineering      | Ligier JS P3 Norma M30 | Antonin Borga (Toutes)        | David Droux (Toutes)          | Nicolas Schatz (Toutes)          |
| 8  |                                  | Duqueine Engineering      | Ligier JS P3 Norma M30 | Vincent Beltoise (Toutes)     | Henry Hassid (1-2)            | Lucas Légeret (2-6)              |
| 8  | Douglas Lundberg (3)             | Duqueine Engineering      | Ligier JS P3 Norma M30 | Nicolas Melin (4-6)           |                               |                                  |
| 9  |                                  | AT Racing                 | Ligier JS P3           | Mikkel Jensen (1,3–6)         | Maurizio Mediani (2)          | Alexander Talkanitsa Jr (Toutes) |
| 9  | Alexander Talkanitsa Sr (Toutes) | AT Racing                 | Ligier JS P3           |                               |                               |                                  |
| 10 |                                  | Oregon Team               | Norma M30              | Dario Capitanio (pl) (Toutes) | Andrés Méndez (en) (Toutes)   | Davide Roda (en) (Toutes)        |
| 11 |                                  | Eurointernational         | Ligier JS P3           | Giorgio Mondini (Toutes)      | Davide Uboldi (1-4)           | Marco Jacoboni (5)               |
| 11 | Andrea Dromedari (6)             | Eurointernational         | Ligier JS P3           |                               |                               |                                  |
| 12 |                                  | Eurointernational         | Ligier JS P3           | Andrea Dromedari (1-5)        | Max Hanratty (1–2, 4–6)       | Maxime Pialat (1-2)              |
| 12 | Ricky Capo (3-6)                 | Eurointernational         | Ligier JS P3           | James Dayson (3,6)            |                               |                                  |
| 13 |                                  | Inter Europol Competition | Ligier JS P3           | Martin Hippe (Toutes)         | Jakub Śmiechowski (Toutes)    |                                  |
| 15 |                                  | RLR Msport                | Ligier JS P3           | Morten Dons (en) (Toutes)     | John Farano (Toutes)          | Alex Kapadia (Toutes)            |
| 16 |                                  | Panis-Barthez Compétition | Ligier JS P3           | Theo Bean (Toutes)            | Éric Debard (Toutes)          | Simon Gachet (Toutes)            |
| 17 |                                  | Ultimate                  | Ligier JS P3           | François Hériau (Toutes)      | Jean-Baptiste Lahaye (Toutes) | Matthieu Lahaye (Toutes)         |
| 18 |                                  | M.Racing - YMR            | Ligier JS P3           | Alexandre Cougnaud (Toutes)   | Antoine Jung (Toutes)         | Romano Ricci (Toutes)            |
| 19 |                                  | M.Racing - YMR            | Norma M30              | Ricky Capo (1-2)              | Erwin Creed (1–4, 6)          | Yann Ehrlacher (1, 3–6)          |
| 19 | Neale Muston (5)                 | M.Racing - YMR            | Norma M30              |                               |                               |                                  |

### LMGTE
Tous les équipages sont chaussés de pneumatiques Dunlop.
| 50 |                      | Larbre Compétition | Chevrolet Corvette C7.R                | Romain Brandela (2)        | Christian Philippon (2) | Fernando Rees (2)       |
| 51 |                      | Spirit of Race     | Ferrari 488 GTE                        | Andrea Bertolini (Toutes)  | Gianluca Roda (1–4, 6)  | Giorgio Roda (Toutes)   |
| 51 | Rino Mastronardi (5) | Spirit of Race     | Ferrari 488 GTE                        |                            |                         |                         |
| 55 |                      | Spirit of Race     | Ferrari 488 GTE                        | Duncan Cameron (Toutes)    | Matt Griffin (Toutes)   | Aaron Scott (Toutes)    |
| 66 |                      | JMW Motorsport     | Ferrari 458 Italia GT2 Ferrari 488 GTE | Rory Butcher (en) (Toutes) | Jody Fannin (Toutes)    | Robert Smith (1)        |
| 66 | Jonny Cocker (2–4)   | JMW Motorsport     | Ferrari 458 Italia GT2 Ferrari 488 GTE | Will Stevens (5–6)         |                         |                         |
| 77 |                      | Proton Competition | Porsche 911 RSR                        | Matteo Cairoli (Toutes)    | Joël Camathias (Toutes) | Christian Ried (Toutes) |
| 90 |                      | TF Sport           | Aston Martin Vantage GTE               | Euan Hankey (Toutes)       | Nicki Thiim (Toutes)    | Salih Yoluç (Toutes)    |
| 99 |                      | Beechdean AMR      | Aston Martin Vantage GTE               | Ross Gunn (Toutes)         | Andrew Howard (Toutes)  | Darren Turner (1–5)     |
| 99 | Immanuel Vinke (6 )  | Beechdean AMR      | Aston Martin Vantage GTE               |                            |                         |                         |

## Résumé

### 4 Heures de Silverstone
La catégorie LMP2 et le classement général des 4 Heures de Silverstone ont été remportés par la Ligier JS P217 de l'écurie United Autosports et pilotée par Filipe Albuquerque, Will Owen et Hugo de Sadeleer.
La catégorie LMP3 a été remportée par la Ligier JS P3 de l'écurie United Autosports et pilotée par John Falb et Sean Rayhall.
La catégorie GTE a été remportée par l'Aston Martin Vantage GTE de l'écurie TF Sport et pilotée par Salih Yoluc, Euan Hankey et Nicki Thiim.

### 4 Heures de Monza
La catégorie LMP2 et le classement général des 4 Heures de Monza ont été remportés par l'Oreca 07 de l'écurie G-Drive Racing et pilotée par Ryō Hirakawa, Memo Rojas et Léo Roussel.
La catégorie LMP3 a été remportée par la Norma M30 de l'écurie M.Racing - YMR et pilotée par Ricky Capo et Erwin Creed.
La catégorie GTE a été remportée par la Ferrari 458 Italia GT2 de l'écurie JMW Motorsport et pilotée par Robert Smith, Jody Fannin et Jonny Cocker.

### 4 Heures du Red Bull Ring
La catégorie LMP2 et le classement général des 4 Heures du Red Bull Ring ont été remportés par la Ligier JS P217 de l'écurie United Autosports et pilotée par Filipe Albuquerque, Will Owen et Hugo de Sadeleer.
La catégorie LMP3 a été remportée par la Ligier JS P3 de l'écurie EuroInternational et pilotée par Giorgio Mondini et Davide Uboldi.
La catégorie GTE a été remportée par la Ferrari 488 GTE de l'écurie Spirit of Race et pilotée par Duncan Cameron, Matt Griffin et Aaron Scott.

### 4 Heures du Castellet
La catégorie LMP2 et le classement général des 4 Heures du Castellet ont été remportés par la Dallara P217 de l'écurie SMP Racing et pilotée par Matevos Isaakyan et Egor Orudzhev.
La catégorie LMP3 a été remportée par la Ligier JS P3 de l'écurie United Autosports et pilotée par John Falb et Sean Rayhall.
La catégorie GTE a été remportée par la Ferrari 488 GTE de l'écurie Spirit of Race et pilotée par Duncan Cameron, Matt Griffin et Aaron Scott.

### 4 Heures de Spa-Francorchamps
La catégorie LMP2 et le classement général des 4 Heures de Silverstone ont été remportés par l'Oreca 07 de l'écurie Graff Racing et pilotée par James Allen, Richard Bradley et Gustavo Yacamán.
La catégorie LMP3 a été remportée par la Ligier JS P3 de l'écurie AT Racing et pilotée par Alexander Talkanitsa, Jr., Alexander Talkanitsa, Sr. et Mikkel Jensen.
La catégorie GTE a été remportée par la Ferrari 488 GTE de l'écurie Spirit of Race et pilotée par Andrea Bertolini, Rino Mastronardi et Giorgio Roda.

### 4 Heures de Portimão
La catégorie LMP2 et le classement général des 4 Heures de Silverstone ont été remportés par l'Oreca 07 de l'écurie Graff et pilotée par James Allen, Richard Bradley et Gustavo Yacamán.
La catégorie LMP3 a été remportée par la Ligier JS P3 de l'écurie United Autosports et pilotée par Wayne Boyd, Christian England et Mark Patterson.
La catégorie GTE a été remportée par la Porsche 911 RSR de l'écurie Proton Competition et pilotée par Matteo Cairoli, Joël Camathias et Christian Ried.

## Résultats
| N° | Course                        | Équipe victorieuse LMP2                       | Équipe victorieuse LMP3                                       | Équipe victorieuse GTE                         | Résultats |
| N° | Course                        | Pilotes victorieux LMP2                       | Pilotes victorieux LMP3                                       | Pilotes victorieux GTE                         | Résultats |
| -- | ----------------------------- | --------------------------------------------- | ------------------------------------------------------------- | ---------------------------------------------- | --------- |
| 1  | 4 Heures de Silverstone       | United Autosports                             | United Autosports                                             | TF Sport                                       | Résultats |
| 1  | 4 Heures de Silverstone       | Filipe Albuquerque Will Owen Hugo de Sadeleer | John Falb Sean Rayhall                                        | Euan Hankey Nicki Thiim Salih Yoluc            | Résultats |
| 2  | 4 Heures de Monza             | G-Drive Racing                                | M.Racing - YMR                                                | JMW Motorsport                                 | Résultats |
| 2  | 4 Heures de Monza             | Ryō Hirakawa Memo Rojas Léo Roussel           | Ricky Capo Erwin Creed                                        | Jonny Cocker Jody Fannin Robert Smith          | Résultats |
| 3  | 4 Heures du Red Bull Ring     | United Autosports                             | Eurointernational                                             | Spirit of Race                                 | Résultats |
| 3  | 4 Heures du Red Bull Ring     | Filipe Albuquerque Will Owen Hugo de Sadeleer | Giorgio Mondini Davide Uboldi                                 | Duncan Cameron Matt Griffin Aaron Scott        | Résultats |
| 4  | 4 Heures du Castellet         | SMP Racing                                    | United Autosports                                             | Spirit of Race                                 | Résultats |
| 4  | 4 Heures du Castellet         | Matevos Isaakyan Egor Orudzhev                | John Falb Sean Rayhall                                        | Duncan Cameron Matt Griffin Aaron Scott        | Résultats |
| 5  | 4 Heures de Spa-Francorchamps | Graff                                         | AT Racing                                                     | Spirit of Race                                 | Résultats |
| 5  | 4 Heures de Spa-Francorchamps | James Allen Richard Bradley Gustavo Yacamán   | Mikkel Jensen Alexander Talkanitsa Jr Alexander Talkanitsa Sr | Andrea Bertolini Rino Mastronardi Giorgio Roda | Résultats |
| 6  | 4 Heures de Portimão          | Graff                                         | United Autosports                                             | Proton Competition                             | Résultats |
| 6  | 4 Heures de Portimão          | James Allen Richard Bradley Gustavo Yacamán   | Wayne Boyd Christian England Mark Patterson                   | Matteo Cairoli Joël Camathias Christian Ried   | Résultats |

## Classements

### Attribution des points
| Système des points | Système des points | Système des points | Système des points | Système des points | Système des points | Système des points | Système des points | Système des points | Système des points | Système des points | Système des points |
| Position           | 1er                | 2e                 | 3e                 | 4e                 | 5e                 | 6e                 | 7e                 | 8e                 | 9e                 | 10e                | Au-delà            |
| ------------------ | ------------------ | ------------------ | ------------------ | ------------------ | ------------------ | ------------------ | ------------------ | ------------------ | ------------------ | ------------------ | ------------------ |
| Points             | 25                 | 18                 | 15                 | 12                 | 10                 | 8                  | 6                  | 4                  | 2                  | 1                  | 0.5                |

### Classements pilotes

#### Classement LMP2

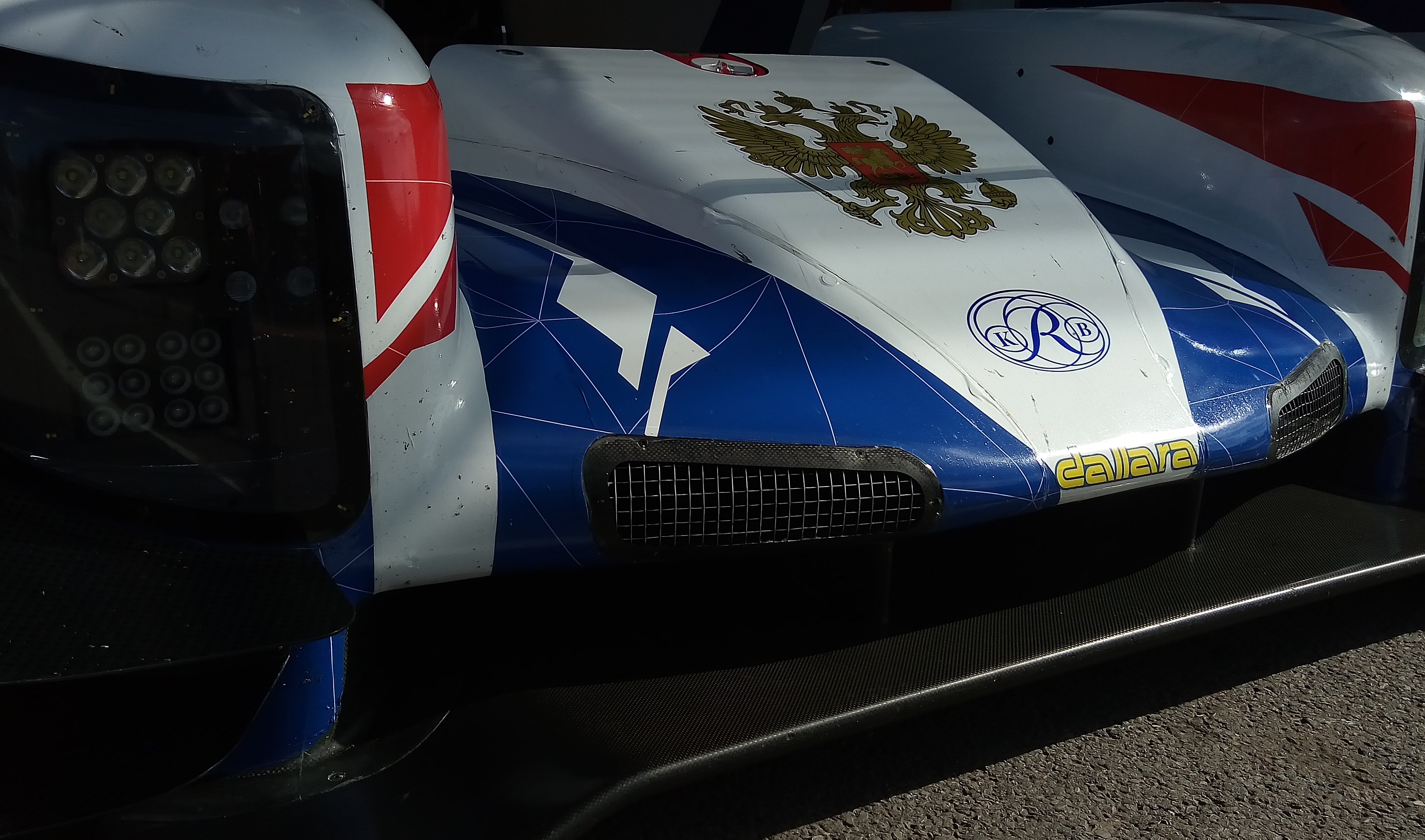
Le museau de la Dallara P217 du SMP Racing

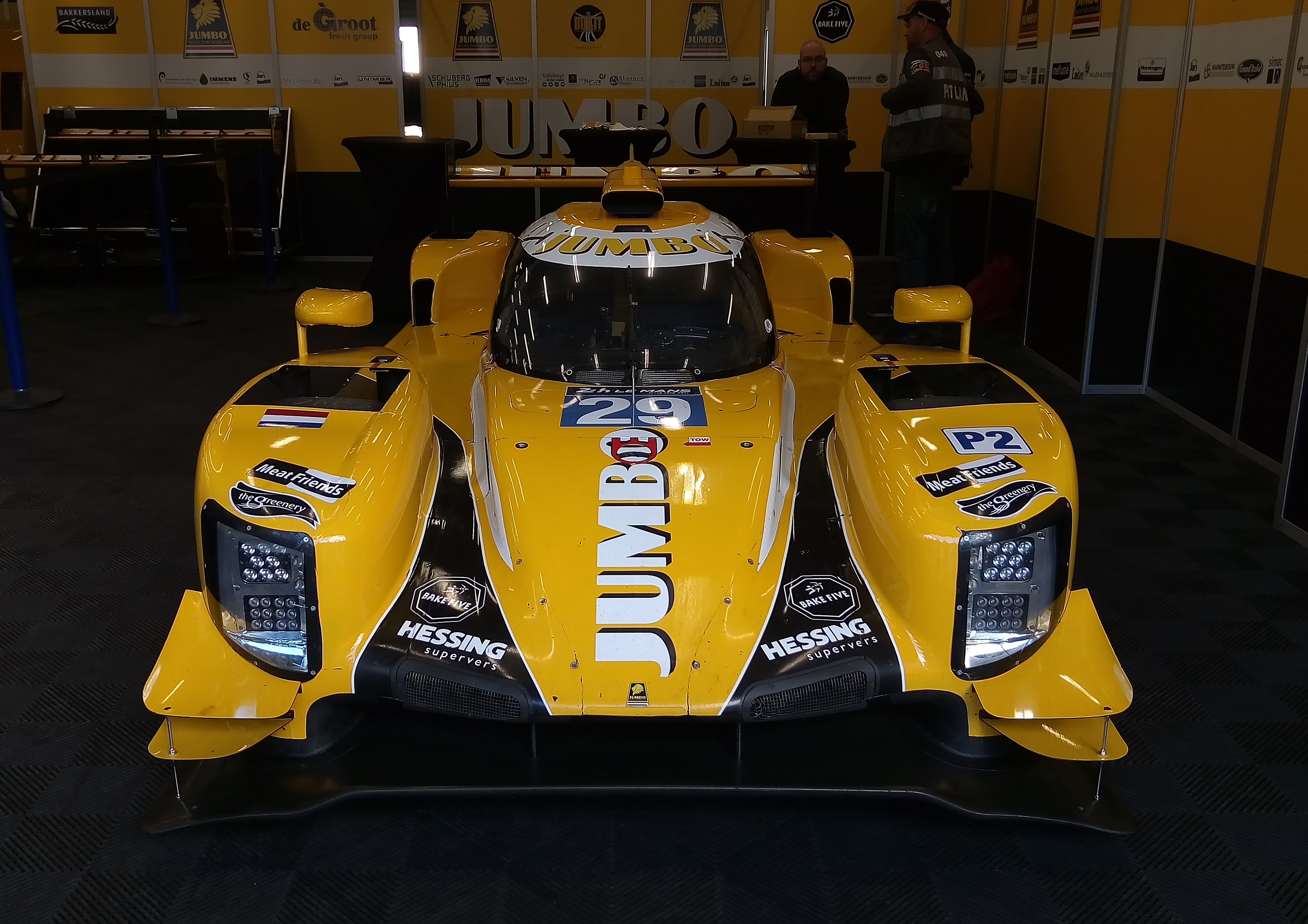
La Dallara P217 du Racing Team Nederland.

| Pos. | Pilote              | Équipe                    | SIL | MON | RBR | CAS | SPA | ALG | Points |
| ---- | ------------------- | ------------------------- | --- | --- | --- | --- | --- | --- | ------ |
| 1    | Ryō Hirakawa        | G-Drive Racing            |     |     |     |     |     |     | 43     |
| 1    | Memo Rojas          | G-Drive Racing            |     |     |     |     |     |     | 43     |
| 1    | Léo Roussel         | G-Drive Racing            |     |     |     |     |     |     | 43     |
| 2    | Filipe Albuquerque  | United Autosports         |     |     |     |     |     |     | 33     |
| 2    | Will Owen           | United Autosports         |     |     |     |     |     |     | 33     |
| 2    | Hugo de Sadeleer    | United Autosports         |     |     |     |     |     |     | 33     |
| 3    | Dennis Andersen     | High Class Racing         |     |     |     |     |     |     | 30     |
| 3    | Anders Fjordbach    | High Class Racing         |     |     |     |     |     |     | 30     |
| 4    | Ben Hanley          | DragonSpeed               |     |     |     |     |     |     | 20     |
| 4    | Henrik Hedman       | DragonSpeed               |     |     |     |     |     |     | 20     |
| 4    | Nicolas Lapierre    | DragonSpeed               |     |     |     |     |     |     | 20     |
| 5    | Enzo Guibbert       | Graff                     |     |     |     |     |     |     | 19     |
| 5    | Paul Petit          | Graff                     |     |     |     |     |     |     | 19     |
| 5    | Eric Trouillet      | Graff                     |     |     |     |     |     |     | 19     |
| 6    | Andrea Belicchi     | Cetilar Villorba Corse    |     |     |     |     |     |     | 18     |
| 6    | Roberto Lacorte     | Cetilar Villorba Corse    |     |     |     |     |     |     | 18     |
| 6    | Giorgio Sernagiotto | Cetilar Villorba Corse    |     |     |     |     |     |     | 18     |
| 7    | James Allen         | Graff                     |     |     |     |     |     |     | 16     |
| 7    | Richard Bradley     | Graff                     |     |     |     |     |     |     | 16     |
| 7    | Franck Matelli      | Graff                     |     |     |     |     |     |     | 16     |
| 8    | Philip Hanson       | Tockwith Motorsports      |     |     |     |     |     |     | 10,5   |
| 8    | Nigel Moore         | Tockwith Motorsports      |     |     |     |     |     |     | 10,5   |
| 9    | Fabien Barthez      | Panis-Barthez Compétition |     |     |     |     |     |     | 8      |
| 9    | Timothé Buret       | Panis-Barthez Compétition |     |     |     |     |     |     | 8      |
| 10   | Patrice Lafargue    | IDEC Sport Racing         |     |     |     |     |     |     | 6      |
| 10   | Paul Lafargue       | IDEC Sport Racing         |     |     |     |     |     |     | 6      |
| 11   | David Zollinger     | IDEC Sport Racing         |     |     |     |     |     |     | 4      |
| 12   | Nathanaël Berthon   | Panis-Barthez Compétition |     |     |     |     |     |     | 2      |
| 13   | Olivier Pla         | IDEC Sport Racing         |     |     |     |     |     |     | 2      |
| 14   | Frits van Eerd      | Racing Team Nederland     |     |     |     |     |     |     | 1,5    |
| 14   | Jan Lammers         | Racing Team Nederland     |     |     |     |     |     |     | 1,5    |
| 15   | Matthew McMurry     | Algarve Pro Racing        |     |     |     |     |     |     | 0      |
| 15   | Andrea Pizzitola    | Algarve Pro Racing        |     |     |     |     |     |     | 0      |
| 15   | Andrea Roda         | Algarve Pro Racing        |     |     |     |     |     |     | 0      |

#### Classement LMP3

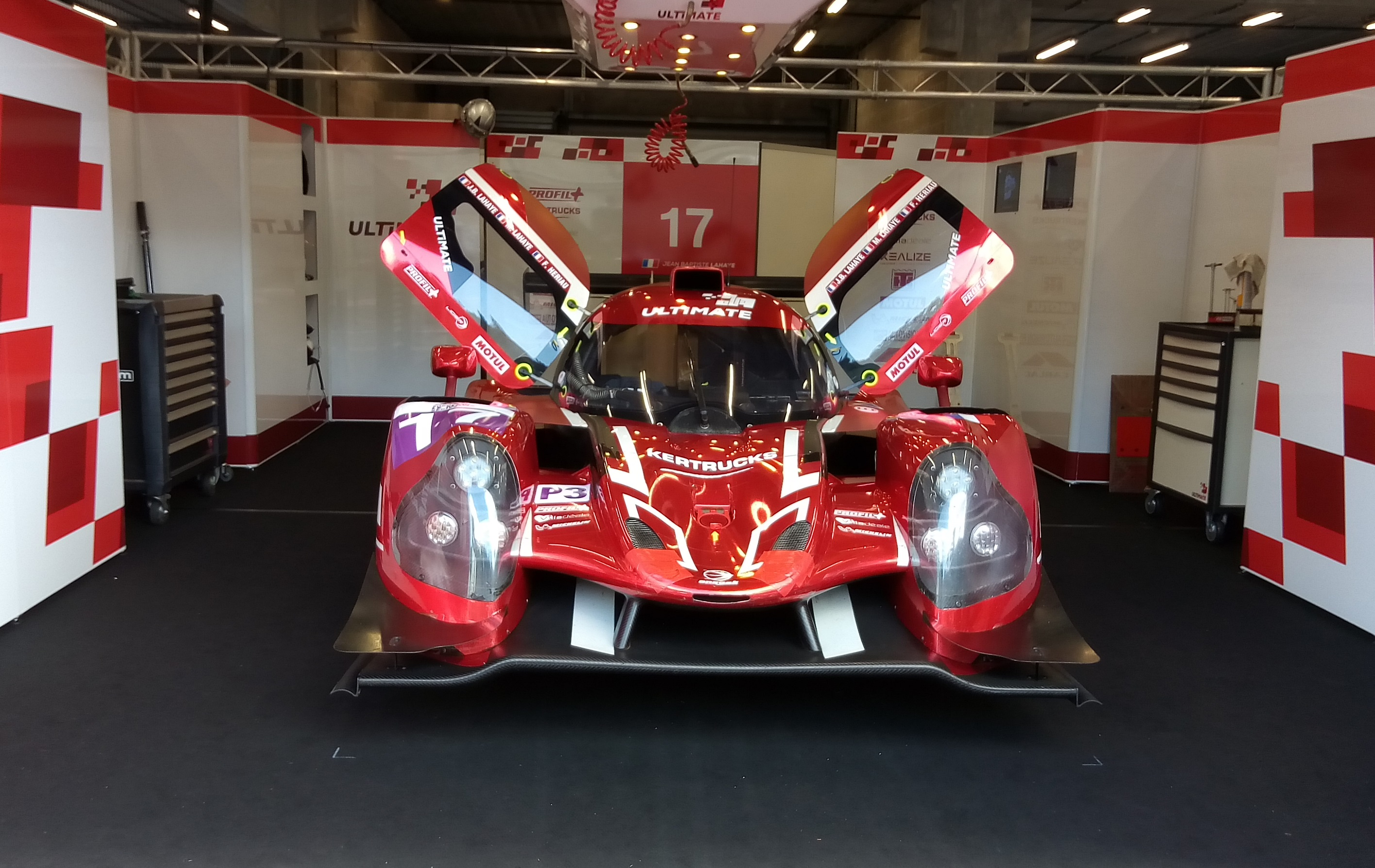
La Ligier JS P3 No.17 d'Ultimate

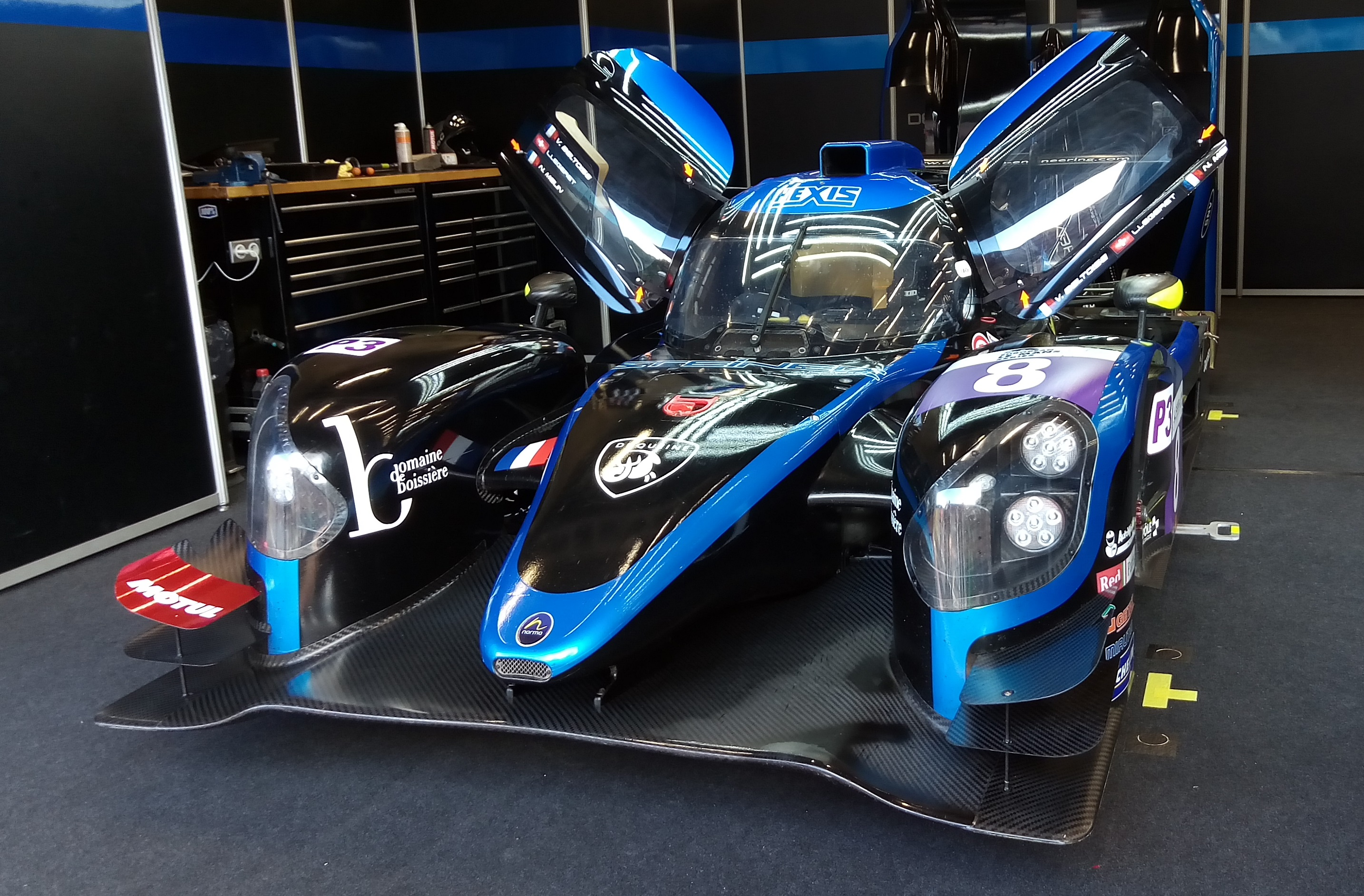
La Norma M30 No. 7 du Duqueine Engineering

| Pos. | Pilote                  | Équipe                    | SIL | MON | RBR | CAS | SPA | ALG | Points |
| ---- | ----------------------- | ------------------------- | --- | --- | --- | --- | --- | --- | ------ |
| 1    | François Hériau         | Ultimate                  |     |     |     |     |     |     | 33     |
| 1    | Jean-Baptiste Lahaye    | Ultimate                  |     |     |     |     |     |     | 33     |
| 1    | Matthieu Lahaye         | Ultimate                  |     |     |     |     |     |     | 33     |
| 2    | Alexandre Cougnaud      | M.Racing - YMR            |     |     |     |     |     |     | 28     |
| 2    | Antoine Jung            | M.Racing - YMR            |     |     |     |     |     |     | 28     |
| 2    | Romano Ricci            | M.Racing - YMR            |     |     |     |     |     |     | 28     |
| 3    | Wayne Boyd              | United Autosports         |     |     |     |     |     |     | 28     |
| 3    | Christian England       | United Autosports         |     |     |     |     |     |     | 28     |
| 3    | Mark Patterson          | United Autosports         |     |     |     |     |     |     | 28     |
| 4    | John Falb               | United Autosports         |     |     |     |     |     |     | 27     |
| 4    | Sean Rayhall            | United Autosports         |     |     |     |     |     |     | 27     |
| 5    | Ricky Capo              | M.Racing - YMR            |     |     |     |     |     |     | 26     |
| 5    | Erwin Creed             | M.Racing - YMR            |     |     |     |     |     |     | 26     |
| 6    | Martin Hippe            | Inter Europol Competition |     |     |     |     |     |     | 16     |
| 6    | Jakub Smiechowski       | Inter Europol Competition |     |     |     |     |     |     | 16     |
| 7    | Mikkel Jensen           | AT Racing                 |     |     |     |     |     |     | 13     |
| 7    | Alexander Talkanitsa Jr | AT Racing                 |     |     |     |     |     |     | 13     |
| 7    | Alexander Talkanitsa Sr | AT Racing                 |     |     |     |     |     |     | 13     |
| 8    | Ross Kaiser             | 360 Racing                |     |     |     |     |     |     | 12     |
| 8    | Tony Wells              | 360 Racing                |     |     |     |     |     |     | 12     |
| 8    | Terrence Woodward       | 360 Racing                |     |     |     |     |     |     | 12     |
| 9    | Giorgio Mondini         | Eurointernational         |     |     |     |     |     |     | 10     |
| 9    | Davide Uboldi           | Eurointernational         |     |     |     |     |     |     | 10     |
| 10   | Morten Dons             | RLR Msport                |     |     |     |     |     |     | 5      |
| 10   | John Farano             | RLR Msport                |     |     |     |     |     |     | 5      |
| 10   | Alex Kapadia            | RLR Msport                |     |     |     |     |     |     | 5      |
| 11   | Antonin Borga           | Duqueine Engineering      |     |     |     |     |     |     | 4,5    |
| 11   | David Droux             | Duqueine Engineering      |     |     |     |     |     |     | 4,5    |
| 11   | Nicolas Schatz          | Duqueine Engineering      |     |     |     |     |     |     | 4,5    |
| 12   | Theo Bean               | Panis-Barthez Compétition |     |     |     |     |     |     | 2,5    |
| 12   | Eric Debard             | Panis-Barthez Compétition |     |     |     |     |     |     | 2,5    |
| 12   | Simon Gachet            | Panis-Barthez Compétition |     |     |     |     |     |     | 2,5    |
| 13   | Dario Capitanio         | Oregon Team               |     |     |     |     |     |     | 1      |
| 13   | Andrés Méndez           | Oregon Team               |     |     |     |     |     |     | 1      |
| 13   | Davide Roda             | Oregon Team               |     |     |     |     |     |     | 1      |
| 13   | Iradj Alexander         | Cool Racing by GPC        |     |     |     |     |     |     | 1      |
| 13   | Gino Forgione           | Cool Racing by GPC        |     |     |     |     |     |     | 1      |
| 13   | Max Hanratty            | Eurointernational         |     |     |     |     |     |     | 1      |
| 13   | Maxime Pialat           | Eurointernational         |     |     |     |     |     |     | 1      |
| 13   | Andrea Dromedari        | Eurointernational         |     |     |     |     |     |     | 1      |
| 13   | Jürgen Krebs            | By Speed Factory          |     |     |     |     |     |     | 1      |
| 13   | Tim Müller              | By Speed Factory          |     |     |     |     |     |     | 1      |
| 13   | Tristan Viidas          | By Speed Factory          |     |     |     |     |     |     | 1      |
| 13   | Yann Ehrlacher          | M.Racing - YMR            |     |     |     |     |     |     | 1      |
| 14   | Alexandre Coigny        | Cool Racing by GPC        |     |     |     |     |     |     | 0,5    |
| 14   | Vincent Beltoise        | Duqueine Engineering      |     |     |     |     |     |     | 0,5    |
| 14   | Henry Hassid            | Duqueine Engineering      |     |     |     |     |     |     | 0,5    |
| 14   | Lucas Légeret           | Duqueine Engineering      |     |     |     |     |     |     | 0,5    |
| 15   | Maurizio Mediani        | AT Racing                 |     |     |     |     |     |     | 0      |

#### Classement LMGTE

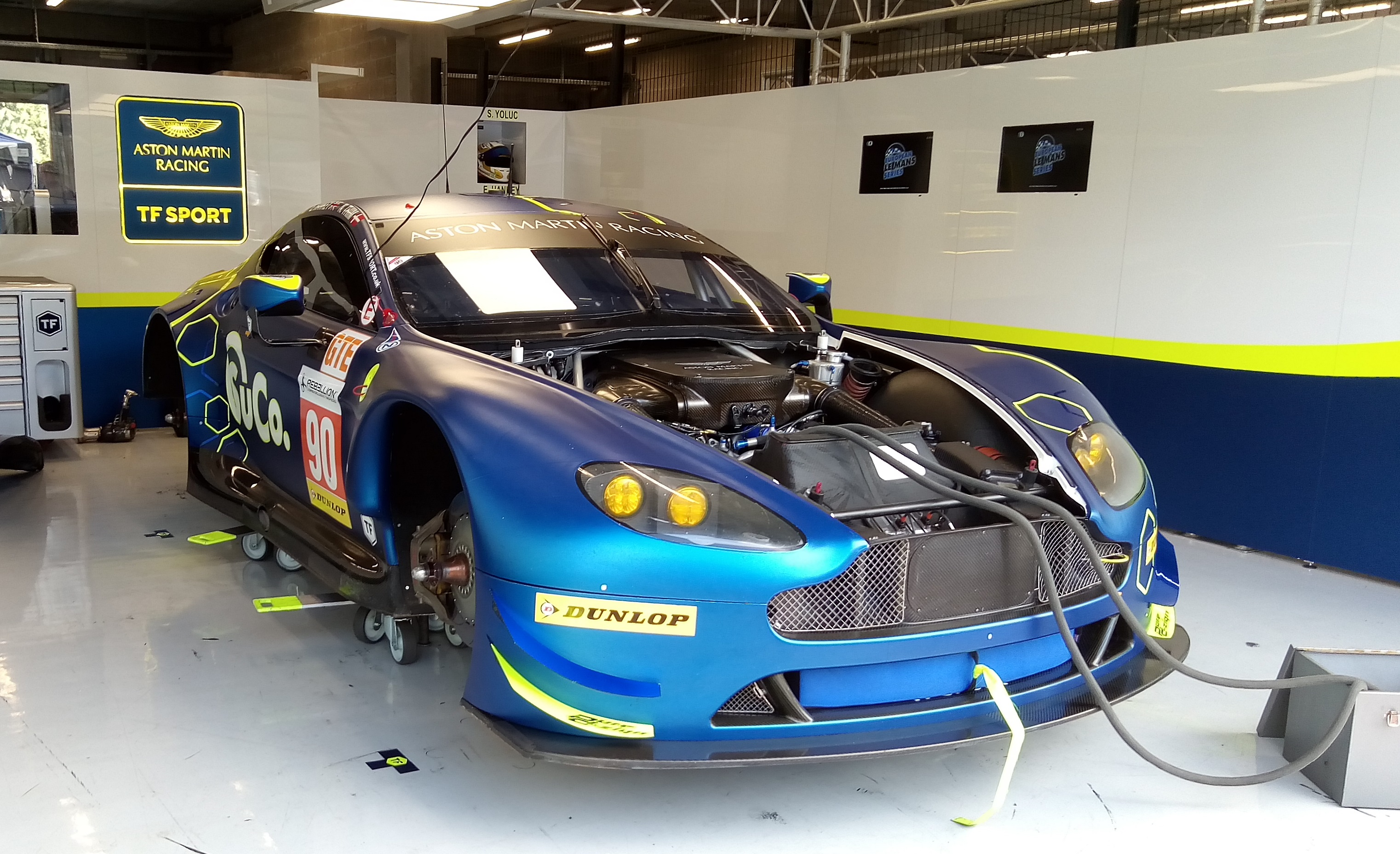
L'Aston Martin du TF Sport dans le stand avant les 4 Heures de Spa 2017.

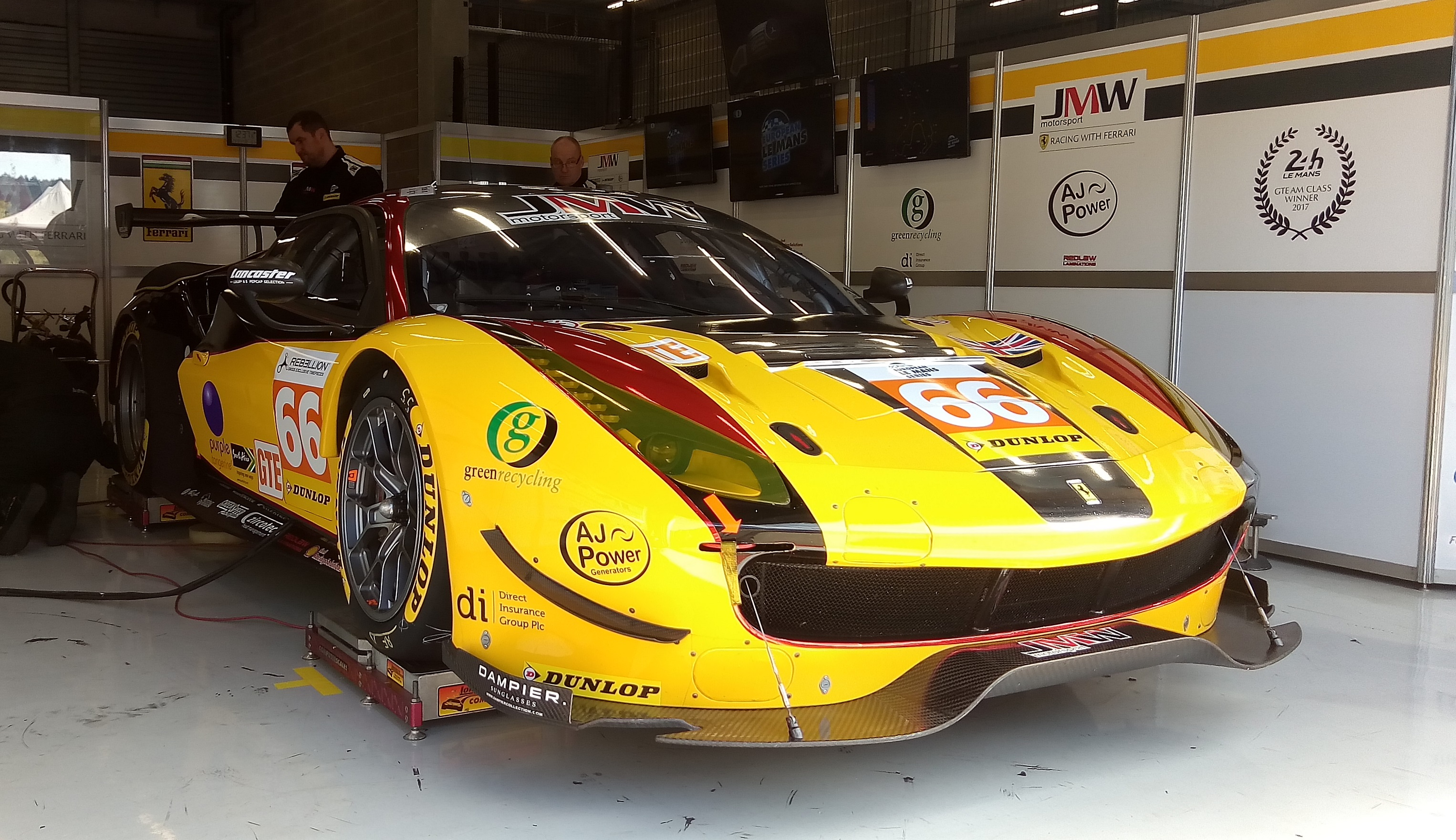
La Ferrari 488 GTE du JMW Motorsport dans les stands.

| Pos. | Pilote              | Équipe             | SIL | MON | RBR | CAS | SPA | ALG | Points |
| ---- | ------------------- | ------------------ | --- | --- | --- | --- | --- | --- | ------ |
| 1    | Euan Hankey         | TF Sport           |     |     |     |     |     |     | 44     |
| 1    | Nicki Thiim         | TF Sport           |     |     |     |     |     |     | 44     |
| 1    | Salih Yoluc         | TF Sport           |     |     |     |     |     |     | 44     |
| 2    | Jody Fannin         | JMW Motorsport     |     |     |     |     |     |     | 35     |
| 2    | Robert Smith        | JMW Motorsport     |     |     |     |     |     |     | 35     |
| 3    | Ross Gunn           | Beechdean AMR      |     |     |     |     |     |     | 30     |
| 3    | Andrew Howard       | Beechdean AMR      |     |     |     |     |     |     | 30     |
| 3    | Darren Turner       | Beechdean AMR      |     |     |     |     |     |     | 30     |
| 4    | Matteo Cairoli      | Proton Competition |     |     |     |     |     |     | 28     |
| 4    | Joël Camathias      | Proton Competition |     |     |     |     |     |     | 28     |
| 4    | Christian Ried      | Proton Competition |     |     |     |     |     |     | 28     |
| 5    | Jonny Cocker        | JMW Motorsport     |     |     |     |     |     |     | 25     |
| 6    | Andrea Bertolini    | Spirit of Race     |     |     |     |     |     |     | 20     |
| 6    | Gianluca Roda       | Spirit of Race     |     |     |     |     |     |     | 20     |
| 6    | Giorgio Roda        | Spirit of Race     |     |     |     |     |     |     | 20     |
| 7    | Duncan Cameron      | Spirit of Race     |     |     |     |     |     |     | 13     |
| 7    | Matt Griffin        | Spirit of Race     |     |     |     |     |     |     | 13     |
| 7    | Aaron Scott         | Spirit of Race     |     |     |     |     |     |     | 13     |
| 8    | Rory Butcher        | JMW Motorsport     |     |     |     |     |     |     | 10     |
| 9    | Romain Brandela     | Larbre Compétition |     |     |     |     |     |     | 8      |
| 9    | Christian Philippon | Larbre Compétition |     |     |     |     |     |     | 8      |
| 9    | Fernando Rees       | Larbre Compétition |     |     |     |     |     |     | 8      |

### Classements équipes

#### Classement LMP2
| Pos. | Équipe                           | Voiture        | SIL | MON | RBR | LEC | SPA | POR | Total |
| ---- | -------------------------------- | -------------- | --- | --- | --- | --- | --- | --- | ----- |
| 1    | No. 22 G-Drive Racing            | Oreca 07       | 2   | 1   | 2   | 2   | 2   | 4   | 110   |
| 2    | No. 32 United Autosports         | Ligier JS P217 | 1   | 6   | 1   | 5   | 4   | 2   | 98    |
| 3    | No. 40 Graff                     | Oreca 07       | 4   | 8   | 4   | 6   | 1   | 1   | 86    |
| 4    | No. 27 SMP Racing                | Dallara P217   |     |     | 6   | 1   | 3   | 3   | 63    |
| 5    | No. 39 Graff                     | Oreca 07       | 7   | 4   | 3   | 3   | 6   | NC  | 57    |
| 6    | No. 49 High Class Racing         | Dallara P217   | 3   | 3   | 8   | 9   | 8   | 7   | 46    |
| 7    | No. 23 Panis Barthez Competition | Ligier JS P217 | 9   | 7   | 5   | 4   | 9   | 6   | 41    |
| 8    | No. 21 DragonSpeed               | Oreca 07       | 10  | 2   | NC  | 7   | 5   | 10  | 39    |
| 9    | No. 47 Celitar Villorba Corse    | Dallara P217   | 6   | 5   | NC  | 10  | 7   | 5   | 35    |
| 10   | No. 34 Tockwith Motorsports      | Ligier JS P217 | 5   | 11  | 9   |     |     |     | 12.5  |
| 11   | No. 29 Racing Team Nederland     | Dallara P217   | 11  | 10  | 7   | 12  | 11  | 8   | 12.5  |
| 12   | No. 28 IDEC Sport Racing         | Ligier JS P217 | 8   | 9   | Ret | 11  | 10  | 9   | 9.5   |
| 13   | No. 25 Algarve Pro Racing        | Ligier JS P217 | Ret | NC  | NC  | 8   | Ret | 11  | 4.5   |

| Couleur | Résultat                     |
| ------- | ---------------------------- |
| Or      | Vainqueur                    |
| Argent  | 2e place                     |
| Bronze  | 3e place                     |
| Vert    | Terminé, dans les points     |
| Bleu    | Terminé, pas dans les points |
| Violet  | Abandon (Ab.) ou (Ret)       |
| Violet  | Non classé (NC)              |
| Rouge   | Pas qualifié (DNQ)           |
| Noir    | Disqualifié (DSQ)            |
| Blanc   | Pas au départ (DNS)          |
| Blanc   | Forfait (WD)                 |
| Blanc   | N'a pas participé (DNP)      |
| Blanc   | Blessé (INJ)                 |
| Blanc   | Exclu (EX)                   |
| Blanc   | Course annulée (C)           |

#### Classement LMP3
| Pos. | Équipe                           | Voiture      | SIL | MON | RBR | LEC | SPA | POR | Total |
| ---- | -------------------------------- | ------------ | --- | --- | --- | --- | --- | --- | ----- |
| 1    | No. 2 United Autosports          | Ligier JS P3 | 1   | 9   | 2   | 1   | 3   | 2   | 103   |
| 2    | No. 18 M.Racing - YMR            | Ligier JS P3 | 5   | 2   | 3   | 3   | 6   | 3   | 81    |
| 3    | No. 3 United Autosports          | Ligier JS P3 | 3   | 4   | Ret | Ret | 5   | 1   | 63    |
| 4    | No. 17 Ultimate                  | Ligier JS P3 | 2   | 3   | 4   | 6   | 8   | 8   | 61    |
| 5    | No. 13 Inter Europol Competition | Ligier JS P3 | 6   | 6   | 5   | 2   | 4   | Ret | 56    |
| 6    | No. 9 AT Racing                  | Ligier JS P3 | 4   | Ret | 6   | Ret | 1   | 7   | 54    |
| 7    | No. 11 Eurointernational         | Ligier JS P3 | Ret | 5   | 1   | 4   | Ret | 9   | 49    |
| 8    | No. 7 Duqueine Engineering       | Ligier JS P3 | 11  | 8   |     |     |     |     | 37.5  |
| 8    | No. 7 Duqueine Engineering       | Norma M30    |     |     | 9   | Ret | 2   | 4   | 37.5  |
| 9    | No. 6 360 Racing                 | Ligier JS P3 | 7   | 7   | Ret | NC  | 7   | 5   | 29    |
| 10   | No. 19 M.Racing - YMR            | Norma M30    | 10  | 1   | Ret | NC  | Ret | Ret | 26    |
| 11   | No. 15 RLR Msport                | Ligier JS P3 | 8   | 10  | 8   | 7   | 9   | 6   | 25    |
| 12   | No. 16 Panis Barthez Competition | Ligier JS P3 | 9   | 11  | Ret | 5   | Ret | Ret | 12.5  |
| 13   | No. 10 Oregon Team               | Norma M30    | 13  | 15  | 7   | NC  | 10  | Ret | 8     |
| 14   | No. 12 Eurointernational         | Ligier JS P3 | 12  | 12  | Ret | 8   | 11  | Ret | 5.5   |
| 15   | No. 5 By Speed Factory           | Ligier JS P3 | 15  | 16  | 10  | 9   | Ret | 12  | 4.5   |
| 16   | No. 4 Cool Racing by GPC         | Ligier JS P3 | 14  | 14  | NC  | 10  | 12  | 11  | 3     |
| 17   | No. 8 Duqueine Engineering       | Ligier JS P3 | Ret | 13  |     |     |     |     | 2.5   |
| 17   | No. 8 Duqueine Engineering       | Norma M30    |     |     | 11  | NC  | 13  | 10  | 2.5   |

| Couleur | Résultat                     |
| ------- | ---------------------------- |
| Or      | Vainqueur                    |
| Argent  | 2e place                     |
| Bronze  | 3e place                     |
| Vert    | Terminé, dans les points     |
| Bleu    | Terminé, pas dans les points |
| Violet  | Abandon (Ab.) ou (Ret)       |
| Violet  | Non classé (NC)              |
| Rouge   | Pas qualifié (DNQ)           |
| Noir    | Disqualifié (DSQ)            |
| Blanc   | Pas au départ (DNS)          |
| Blanc   | Forfait (WD)                 |
| Blanc   | N'a pas participé (DNP)      |
| Blanc   | Blessé (INJ)                 |
| Blanc   | Exclu (EX)                   |
| Blanc   | Course annulée (C)           |

#### Classement LMGTE
| Pos. | Équipe                    | Voiture                  | SIL | MON | RBR | LEC | SPA | POR | Total |
| ---- | ------------------------- | ------------------------ | --- | --- | --- | --- | --- | --- | ----- |
| 1    | No. 66 JMW Motorsport     | Ferrari 458 Italia GT2   | 5   | 1   |     |     |     |     | 104   |
| 1    | No. 66 JMW Motorsport     | Ferrari 488 GTE          |     |     | 2   | 3   | 2   | 2   | 104   |
| 2    | No. 90 TF Sport           | Aston Martin Vantage GTE | 1   | 2   | 3   | 2   | 5   | 3   | 102   |
| 3    | No. 77 Proton Competition | Porsche 911 RSR (2016)   | 2   | 5   | 5   | 6   | 6   | 1   | 80    |
| 4    | No. 55 Spirit Of Race     | Ferrari 488 GTE          | 4   | Ret | 1   | 1   | 4   | Ret | 77    |
| 5    | No. 99 Beechdean AMR      | Aston Martin Vantage GTE | 3   | 3   | 6   | 5   | 3   | 4   | 75    |
| 6    | No. 51 Spirit Of Race     | Ferrari 488 GTE          | 6   | 4   | 4   | 4   | 1   | Ret | 70    |
| 7    | No. 50 Larbre Compétition | Chevrolet Corvette C7.R  |     | 6   |     |     |     |     | 8     |

| Couleur | Résultat                     |
| ------- | ---------------------------- |
| Or      | Vainqueur                    |
| Argent  | 2e place                     |
| Bronze  | 3e place                     |
| Vert    | Terminé, dans les points     |
| Bleu    | Terminé, pas dans les points |
| Violet  | Abandon (Ab.) ou (Ret)       |
| Violet  | Non classé (NC)              |
| Rouge   | Pas qualifié (DNQ)           |
| Noir    | Disqualifié (DSQ)            |
| Blanc   | Pas au départ (DNS)          |
| Blanc   | Forfait (WD)                 |
| Blanc   | N'a pas participé (DNP)      |
| Blanc   | Blessé (INJ)                 |
| Blanc   | Exclu (EX)                   |
| Blanc   | Course annulée (C)           |